# Lathyrus berteroanus
Lathyrus berteroanus är en ärtväxtart som beskrevs av Gaetano Savi. Lathyrus berteroanus ingår i släktet vialer, och familjen ärtväxter. Inga underarter finns listade i Catalogue of Life.